# NGC 7033
NGC 7033 este o galaxie situată în constelația Pegas. A fost descoperită în 17 septembrie 1863 de către Albert Marth.